# Pedro Rubiano Sáenz
Pedro Rubiano Sáenz (Valle del Cauca, 13 de setembro de 1932 – Bogotá, 15 de abril de 2024) foi um cardeal da Igreja Católica colombiano, arcebispo emérito de Bogotá.

## Biografia
Estudou no Seminário Maior de Popayán (filosofia), na Universidade Laval, Québec (teologia), na Universidade Católica da América, em Washington, D.C. (catequética) e no "Instituto Tecnológico Superior Los Andes de Estudios Sociais" (LADES), em Santiago do Chile (Doutrina Social da Igreja).
Recebeu a ordenação presbiteral no dia 8 de julho de 1956, pelas mãos de Dom Julio Caicedo Téllez, SDB, bispo de Cali. O Papa Paulo VI o nomeou bispo de Cúcuta em 2 de junho de 1971, sendo ordenado no dia 11 de julho, pelas mãos de Dom Angelo Palmas, núncio apostólico na Colômbia, coadjuvado por Dom Alberto Uribe Urdaneta, arcebispo de Cali e Dom Alfredo Rubio Diaz, arcebispo de Nueva Pamplona. Em 26 de março de 1983, foi nomeado arcebispo-coadjutor de Cali, sucedendo como arcebispo metropolitano em 7 de fevereiro de 1985. Foi transferido para a Sé bogotana em 27 de dezembro de 1994.
Em 21 de janeiro de 2001, foi anunciada a sua criação como cardeal pelo Papa João Paulo II, no Consistório de 21 de fevereiro, em que recebeu o barrete vermelho e o título de cardeal-presbítero de Transfiguração de Nosso Senhor Jesus Cristo.
No dia 8 de julho de 2010 o Papa Bento XVI aceitou o seu pedido de renúncia por limite de idade ao governo da Arquidiocese de Bogotá.
Morreu em 15 de abril de 2024, aos 91 anos, em Bogotá.

## Conclaves
- Conclave de 2005 - participou da eleição de Joseph Ratzinger como Papa Bento XVI.
- Conclave de 2013 - não participou da eleição de Jorge Mario Bergoglio como Papa Francisco, pois perdeu o direito ao voto em 13 de setembro de 2012.